# نشان ملی کنیا
نشان ملی کنیا شامل دو شیر است به عنوان نماد حفاظت؛ که نیزه و سپر سنتی آفریقایی را در دست دارند. سپر و نیزه به ترتیب نماد اتحاد و دفاع از آزادی است. سپر به رنگ، رنگ‌های ملی است که عبارتند از:
- سیاه: نماد مردم کنیا
- قرمز: نماد تلاش‌ها برای آزادی
- سبز: نماد کشاورزی و منابع طبیعی
- سپید: نماد اتحاد و صلح

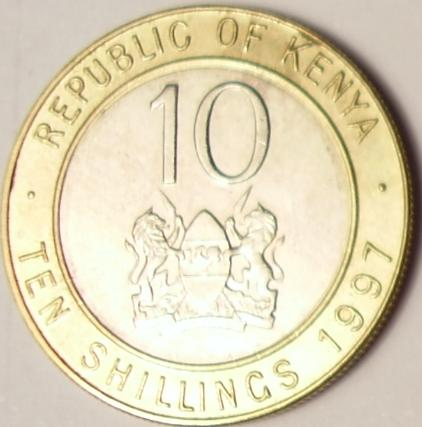
نماد ملی کنیا در پشت یک سکه ۱۰ شیلینگی کنیا

بر روی سپر یک خروسِ تبر به دست است که به سوی جلو پیش می‌رود که نشانهٔ کار، کامیابی و رسیدن به افق‌های تازه است. علاوه بر این خروس نماد حزب ملی آفریقایی کنیا است که توانست استقلال کشور را به‌دست آورد. عبارت Harambee که بر روی نشان نوشته شده در زبان سواحلی به معنی بیایید همه با هم باشیم است.